# RELEASE THE SPYCE
《RELEASE THE SPYCE》(릴리즈 더 스파이스)는 Lay-duce가 제작한 일본의 오리지널 애니메이션이다. 약칭은 『리리스파(リリスパ)』.

## 줄거리
어느 날, 소라사키 시에 사는 여고생 미나모토 모모는 어느 나라에도 소속되지 않고 평화를 위해서 싸우는 정의의 스파이 조직, 사설 정보기관 「츠키카게」에 스카우트된다. 모모는 고등학교 선배이기도 한 한조몬 유키의 제자가 되어, 그녀의 기술을 계승해 나간다. 게다가 현재, 소라사키 시에는 범죄 조직 「망량」의 손이 성장하고 있었다. 가족이나 친구, 상점가의 사람들을 지키기 위해 모모는 동료와 함께 대항해 간다.